# Johann Friedrich von Seeau
Graf Johann Friedrich von Seeau auf Würting (* 5. August 1659 in Steyr; † 5. Dezember 1729 in Gmunden) war Fachkommissär in der Kaiserlichen Administration in Bayern.

## Leben
Der Stammsitz der Seeauer, die aus dem Salzkammergut stammen, ist das bis heute bestehende „Seeauergut“ am Nordende des Hallstättersees in Bad Goisern. Johann Friedrich von Seeau kam indes am 5. August 1659 in Steyr zur Welt. Sein Vater war Elias von Seeau (1608–1670), der über seine erste Frau, Susanna Magdalena Alt von Altenau, mit der Familie Weiß von Würting verschwägert war und 1650 das Wasserschloss Würting von einem Verwalter übernahm und später u. a. Schloss Litzlberg (1664) und Burg Piberstein (1665) übernahm. Seine Mutter war Maria Elisabeth von Pranckh, mit der Elias von Seeau in zweiter Ehe verheiratet war.
Im Rahmen seiner schulischen und akademischen Ausbildung besuchte er die Jesuitenschule in Linz, das Gymnasium der Salzburger Benediktineruniversität (Vorläufer der Universität Salzburg), an welcher er anschließend bis 1675 Philosophie studierte und zusätzlich auch Rechtsvorlesungen besuchte.
Im Juni 1681 heiratete er Maria Eleonora Herrin von Gera (und sein Bruder Johann Ehrenreich von Seeau zu Helfenberg (1666–1708) heiratete im gleichen Jahr deren Schwester Maria Barbara Herrin zu Gera), übernahm nach dem Erreichen der Volljährigkeit seine reiche Erbschaft und erlangte im Januar 1682 die Erhebung in den Freiherrnstand. Sechs Jahre später wurde er Salzamtmann in Gmunden und übernahm damit die Leitung des gesamten Salzkammerguts. In dieser Funktion bemühte er sich, die Verwaltung zu reformieren und die Not der Kammergutsarbeiter zu lindern. Zwischenzeitlich erwarb er u. a. das Renaissanceschloss Helfenberg, das beinahe zweihundert Jahre bis 1893 in Familienbesitz blieb.
Nachdem seine Frau neun Kinder zur Welt gebracht hatte, starb sie im Sommer 1691 bei der Geburt des zehnten Kindes. Daraufhin ehelichte Johann Friedrich von Seeau im Januar 1692 in Graz Maria Anna Cäcilia Gräfin von Wildenstein, die ihm im Verlauf der Ehe zwölf weitere Kinder gebar.
Seine Leistung in der Position als Salzamtmann führten schließlich dazu, dass er Kaiser Leopold über 17 Millionen Gulden für dessen Kriegskasse vorstrecken konnte, was seine weitere Laufbahn positiv beeinflusste. So wurde 1698 zum Kämmerer ernannt, 1699 (gemeinsam mit seinem Bruder  Johann Ehrenreich von Seeau) in den Reichsgrafenstand erhoben, 1700 mit der Direktion der Kammeralkommission in Siebenbürgen betraut und während der österreichischen Besatzung Bayerns im Spanischen Erbfolgekrieg mit der Leitung der bayrischen Kameralien.
Auf der Position in Siebenbürgen wollte er indes nicht lange bleiben, weshalb er schon im November 1701 nach Wien reiste und vergeblich um seine Entlassung ersuchte. Stattdessen wurde er 1702 als königlicher Kommissär nach Siebenbürgen zum Landtag geschickt. Dennoch gelang es ihm im gleichen Jahr, das Amt als Kameraldirektor für Siebenbürgen „auf Anempfehlung“ an seinen Bruder Johann Ehrenreich weiterreichen.
Christian Probst berichtet, dass Graf von Seeau in der Kaiserlichen Administration in Bayern als Kameralkommissär das Finanz- und Steuerwesen leitete. Als oberster Steuerbeamter, der in Kriegszeiten die ins Maßlose steigenden Steuerforderungen des Wiener Hofes in Bayern zu erfüllen hatte, stand er natürlich im Volke in sehr schlechtem Ansehen. Er war laut Christian Probst bald der am meisten verhasste Mann der Administration. Im Februar 1706 wurde ihm Freiherr von Petschowitz zur Unterstützung beigestellt.
Die verschiedenen Ämter bedingten zudem eine mehrmalige Abwesenheit von seinem Hauptarbeitsplatz im Salzkammergut, so dass sich dort Misswirtschaft und Untreue ausbreiteten, was Johann Friedrich von Seeau nicht unterbinden konnte. In der Folge litt sein Ansehen und er verlor seine Mandate. 1729 starb er schließlich in Gmunden. Seine Grabstätte ist in der Familiengruft im Paulanerkloster von Oberthalheim (heute Teil der Marktgemeinde Timelkam im Bezirk Vöcklabruck in Oberösterreich). Die Grabinschrift enthält im linken Inschriftenfeld den Nachruf auf seine erste Frau, während die rechte Hälfte frei geblieben ist, da seine zweite Frau in Graz starb und auch dort begraben liegt.

## Sonstiges
Im Stadtteil Lehel der bayerischen Landeshauptstadt München führt die nach Johann Friedrich von Seeau benannte Seeaustraße von der Lerchenfeldstraße zur Oettingenstraße.